# دريسا تو
دريسا تو (بالفرنسية: Drissa Tou)‏ (مواليد 1973) هو ملاكم بوركيني، مثّل بلاده في الألعاب الأولمبية الصيفية 2000.

## روابط خارجية
دريسا تو على موقع أوليمبيديا (الإنجليزية)